# 그디니아 해군 박물관
그디니아 해군 박물관(폴란드어: Muzeum Marynarki Wojennej w Gdyni)은 폴란드 포모제주 그디니아에 있는 박물관으로, 폴란드 해군에 관한 것을 전시한다.